# Doppio ritratto del Nano Morgante
Ritratto del Nano Morgante è un dipinto fronte-retro del 1553 che offre vedute su entrambi i lati della tela del Bronzino di Nano Morgante (soprannome di Braccio di Bartolo) il famoso nano buffone di Cosimo I de' Medici, Granduca di Toscana che è immortalato anche nella Fontana del Bacchino di Valerio Cioli al Giardino di Boboli a Firenze. L'opera commissionata al Bronzino da Cosimo I de Medici ritrae Morgante su entrambi i lati come un uccellatore, poiché non gli era permesso cacciare selvaggina più grande, essendo questa un'attività riservata a persone di livello superiore. Morgante è raffigurato rispettivamente di fronte e di spalle in due momenti successivi dell'azione: di fronte lo vediamo prima della caccia, con in mano una civetta in un laccio da usare come esca per catturare una ghiandaia che vola in aria. Un duo di rare farfalle a coda di rondine gli copre i genitali; questi sono stati scoperti di recente, quando il dipinto è stato restaurato per l'ultima volta. Da dietro, lo vediamo sul punto di girarsi verso lo spettatore, ansioso di vantarsi visivamente della sua interpretazione
In questo periodo Bronzino fu coinvolto nel grande dibattito fiorentino voluto da Giorgio Vasari detto " Paragone ", scultura contro pittura. Naturalmente Bronzino è sceso dalla parte della pittura, quindi ha dipinto questo ritratto fronte e retro di Morgante su due lati per ribattere l'argomento secondo cui un soggetto poteva essere visto da più angolazioni nella scultura.
Nel 2010 quest'opera è stata restaurata, dopo molti anni di abbandono, e collocata in esposizione permanente nella propria teca a Palazzo Pitti.